# Mad the Swine
A Mad the Swine a brit Queen rockegyüttes dala. A szerzője Freddie Mercury.
Még 1972-1973 környékén megírta, ennek ellenére nem került fel a Queen albumra (a Great King Rat és a My Fairy King közé tervezték elhelyezni), mert Roy Thomas Baker producer elégedetlen volt a végső felvételen hallható dobbal. 1991-ben jelent meg a Headlong kislemez B oldalán, majd a szintén 1991-ben kiadott, feljavított hangzású Queen album bónuszdalai közé is bekerült. Lemezre kerülése előtt David Richards (aki az együttes producere volt a kései 1980-as években) keverte újra, ma ez az egyetlen ismert verziója a dalnak.
Hangzásában kevéssé emlékeztet Mercury korabeli szerzeményeire, mind az ének, mind a gitárkíséret szolid és visszafogott. Szövegében viszont a Queen album „keresztény dalaival” mutat rokonságot (például Jesus és Great King Rat), feltételezések szerint Jézus Krisztus a geráziai megszállottakkal való történetét idézi fel. Ennek során Jézus a megszállott emberekből a disznókba száműzte a gonosz lelkeket, ennek hatására a disznók megvadultak, és belerohantak a tengerbe. Akusztikus gitárkíséretet kapott, egyedül a szólót játszották elektromos gitárral. Az éneket három szólamban adták hozzá.

## Közreműködők
- Freddie Mercury: ének, vokál
- Brian May: elektromos gitár, akusztikus gitár
- John Deacon: basszusgitár
- Roger Taylor: dob, háttérvokál

## Külső hivatkozások
- Dalszöveg
- Mad the Swine. www.queensongs.info. (angolul) Queensongs.info – Részletes dalszerkezet elemzés